# Alexander Ritter
Alexander Sascha Ritter (Narva, 7 giugno 1833 – Monaco di Baviera, 12 aprile 1896) è stato un violinista e compositore tedesco.

## Biografia
Nacque a Narva, in Estonia. Studiò a Francoforte sul Meno con Joachim Raff. Nel 1854 sposò la nipote di Wagner, Franziska (1829-1895), dal quale ebbero una figlia chiamata Hertha, che nel 1902 divenne la moglie del compositore austriaco Siegmund von Hausegger.
Ritter ebbe una forte influenza su Richard Strauss. Lo persuase ad abbandonare lo stile conservatore della sua giovinezza, e iniziò a scrivere poesie; introdusse Strauss nei saggi di Richard Wagner e negli scritti di Schopenhauer. Incoraggiò Strauss a scrivere la sua prima opera Guntram, ma fu profondamente deluso dalla versione finale del libretto.